# Cyril Collard
Cyril Collard (* 19. Dezember 1957 in Paris; † 5. März 1993 in Versailles) war ein französischer Drehbuchautor, Regisseur, Schauspieler, Schriftsteller und Musiker. Collard starb nur ein Jahr nach Beendigung seines ersten Spielfilms Wilde Nächte mit 35 Jahren an der Immunschwächekrankheit AIDS.

## Biografie
Collard wurde 1957 als Sohn liberaler Eltern in Paris geboren. Er erhielt eine katholische Erziehung in Versailles, bevor er an der École centrale de Lille die Fächer Musik und Physik studierte. In den frühen 1980er Jahren gab er das Studium jedoch auf, um im Filmgeschäft Fuß zu fassen. Unter dem französischen Regisseur, Drehbuchautor und Schauspieler Maurice Pialat wurde Collard Regieassistent und drehte mit ihm 1980 das Drama Loulou, in dem Isabelle Huppert und Gérard Depardieu den Wohlstand des französischen Bürgertums verspotten und sich der sozialen und sexuellen Revolution der auslaufenden 1970er Jahre hingeben. Nachdem Collard mit Maurice Pialat auch sechs Musikvideos und mehrere TV-Filme inszenierte, assistierte er 1981 René Allio bei dessen Film L’heure exquise, einer Dokumentation über das Marseille der 1920er Jahre. Zwei Jahre später agierte Collard bei Maurice Pialat auch vor der Kamera und spielte eine Nebenrolle in Auf das, was wir lieben, in dem die junge Sandrine Bonnaire als verführerische 15-Jährige zahlreiche Liebesbeziehungen mit dem anderen Geschlecht pflegt.
Sein Regiedebüt feierte Cyril Collard 1982 mit dem 35-minütigen Kurzfilm Grand huit, für den er auch das Drehbuch verfasst hatte. Drei Jahre später gründete er die Musikgruppe Cyr für die er sich als Songwriter versuchte, er veröffentlicht TV-Reportagen und Videoclips und verfasst Artikel und Drehbücher. 1987 drehte Collard seinen zweiten Kurzfilm Alger la blanche, eine Studie über Liebe und Gewalt, die neben dem Preis des französischen Syndikats der Filmkritiker auch für den César, dem französischen Äquivalent zum Oscar, nominiert wurde.
1986 spielte Cyril Collard eine Nebenrolle in Peter Kassovitz TV-Drama Mariage blanc. Nach seiner Rückkehr von Dreharbeiten in Marokko nach Paris erfuhr der charismatische Nachwuchsregisseur von seiner HIV-Infektion. Ein Jahr später setzte sich Collard mit der Krankheit in seinem ersten autobiografisch gefärbten Roman Condamné amour auseinander, in dem der Protagonist Sylvain eines sonntäglichen Winternachmittags in Lille sich in das ferne Puerto Rico träumt. 1989 veröffentlichte Collard seinen zweiten autobiografisch geprägten Roman Les nuits fauves. In ihm wird der junge promiskuitive Jean mit seiner HIV-Infektion konfrontiert, das Ergebnis seiner stetigen Streifzüge durch das Pariser Homosexuellenmilieu. Der Protagonist versucht, mit der Krankheit fertigzuwerden, verschweigt das Testergebnis aber seiner neuen Liebe, der leidenschaftlichen 17-jährigen Laura, bei der er Klarheit über seine Bisexualität erfährt, sowie dem schwulen Samy, den er heimlich begehrt. Mit dem Roman behandelte Cyril Collard das Tabuthema fernab jeglicher Political Correctness, er stellte sich seiner Bisexualität und der trotzigen, unrealistischen Vorstellung über sein Schicksal. 
Collard stand in der Folgezeit offen zu seiner Bisexualität und gehörte zu den ersten Künstlern in Frankreich, die öffentlich erklärten, HIV-positiv zu sein. Nach seiner Regiearbeit Taggers, einem französischen TV-Film, begann Collard Anfang der 1990er Jahre seinen zweiten Roman gemeinsam mit Jacques Fieschi für die Leinwand zu adaptieren, merkte jedoch schnell, dass kein französischer Schauspieler bereit war, seine Karriere zu riskieren und die Rolle des Jean zu übernehmen. So führte Collard bei der Filmversion seines Romans nicht nur die Regie und komponierte die Filmmusik, sondern spielte auch die Hauptrolle – einen hedonistischen und selbstverliebten AIDS-Filmemacher mit einem unersättlichen sexuellen Appetit, der darauf beharrte, seinen ungewöhnlichen Lebensstil trotz seiner Krankheit weiterzuführen, mit tragischen Konsequenzen. Sein Spielfilmdebüt Wilde Nächte, die nüchterne, kompromisslose Annäherung an ein Tabuthema, entzückte und erzürnte 1992 das französische Filmpublikum. Die Kritiker applaudierten seiner mutigen und unnachgiebigen, fast unbekümmerten Studie, und Cyril Collard war der erste Filmemacher, der für die drei wichtigen Kategorien Bester Film, Beste Regie und Bestes Erstlingswerk bei den französischen Césars nominiert wurde. 1993 wurde Wilde Nächte unter dem Jurypräsidenten Marcello Mastroianni mit vier Césars ausgezeichnet, darunter die Trophäen für den besten Film des Jahres und das beste Erstlingswerk. Tragischerweise konnte Cyril Collard den großen Erfolg seines Films nicht miterleben; er war drei Tage vor der Preisverleihung gestorben.
Posthum erschienen 1994 Cyril Collards dritter Roman L’ange sauvage und der Gedichtband L’animal. 1995 wurde sein Drehbuch Rai vom Regisseur Thomas Gilou verfilmt.

## Werke
- 1987: Condamné amour
- 1988: Les nuits fauves
- 1994: L’ange sauvage
- 1994: L’animal

## Filmografie

### Regisseur
- 1982: Grand huit
- 1986: Alger la blanche
- 1992: Wilde Nächte (Les nuits fauves)

### Schauspieler
- 1983: Auf das, was wir lieben (À nos amours)
- 1986: Mariage blanc
- 1992: Wilde Nächte (Les nuits fauves)

### Drehbuchautor
- 1982: Grand huit
- 1986: Alger la blanche
- 1992: Wilde Nächte (Les nuits fauves)
- 1995: Rai

### Regieassistent
- 1980: Loulou
- 1981: L’heure exquise
- 1983: Auf das, was wir lieben (À nos amours)

## Auszeichnungen
- 1987: Auszeichnung des Syndicat français de la critique de cinéma für Alger la blanche (Bester Kurzfilm)
- 1987: César-Nominierung für Alger la blanche (Bester Kurzfilm)
- 1992: Publikumspreis des Torino International Festival of Young Cinema für Wilde Nächte
- 1993: César in den Kategorien Bester Film und Bester Debütfilm für Wilde Nächte, zwei weitere Nominierungen (Beste Regie, Bestes adaptiertes Drehbuch – gemeinsam mit Claude Sautet)